# Nazionale femminile di pallacanestro del Nepal
La nazionale femminile di pallacanestro del Nepal è la rappresentativa cestistica del Nepal ed è posta sotto l'egida della Federazione cestistica del Nepal.

## Piazzamenti

### Giochi asiatici
- 2014 - 10°

## Formazioni

### Giochi asiatici
Pallacanestro ai XVII Giochi asiatici4 Shrestha, 5 Neupan, 6 Bista, 7 Gauchan, 9 Shakya, 10 Shrestha, 11 Lama, 13 Tulachan, 14 Singh, 15 Malla,        All. Bikash Shahi